# Josef von Schmitt (Jurist, 1817)

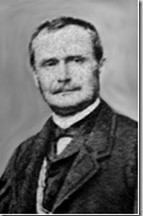
Josef von Schmitt

Josef von Schmitt (* 6. Februar 1817 in Wiesentheid, Unterfranken; † 25. April 1890 in Augsburg) war ein deutscher Richter in Bayern.

## Leben
Nach dem Abitur in Würzburg immatrikulierte sich Josef von Schmitt am 29. Oktober 1835 als stud. phil. an der Julius-Maximilians-Universität Würzburg. Seit dem 19. November 1835 Fuchs beim Corps Bavaria Würzburg, wurde er am 30. April 1836 recipiert. Als Inaktiver wechselte er von der Philologie zur Rechtswissenschaft. Zum Sommersemester 1838 ging er an die Ludwig-Maximilians-Universität München, an der er 1839 das Universitätsexamen bestand. Nachdem er Rechtspraktikant in Karlstadt gewesen war, bestand er 1842 in Würzburg das Staatsexamen. Nach Tätigkeiten als geprüfter Rechtspraktikant wurde er 1848 Kreis- und Stadtgerichtsrat in Aschaffenburg (1848) und Würzburg (1850). In Würzburg war er Bezirksgerichtsrat (1857), in Aschaffenburg Bezirksgerichtsdirektor (1858), Appellationsgerichtsrat (1859) und Oberappellationsgerichtsrat (1867). 1873 kam er als I. Direktor an das Appellationsgericht in Augsburg, 1879 als Senatspräsident an das Oberlandesgericht München. Im selben Jahr durch Ordensverleihung in den persönlichen Adelsstand erhoben, wurde er 1885 zum Präsidenten des Oberlandesgerichts Augsburg ernannt. Im Dreikaiserjahr trat er in den Ruhestand. Er starb mit 73 Jahren und wurde in Augsburg beerdigt.
Mit seinem gleichnamigen Corpsbruder Josef von Schmitt ist er nicht verwandt.

## Ehrungen
- Verdienstorden vom Heiligen Michael, Ritterkreuz I. Klasse (1870)
- Verdienstorden der Bayerischen Krone, Ritterkreuz (1879)
- Nobilitierung (1879)
- Verdienstorden vom Heiligen Michael, Komturkreuz (1884)